# 661 v.Chr.
Het jaar 661 v.Chr. is een jaartal volgens de christelijke jaartelling.

## Gebeurtenissen

### Egypte
- In Opper-Egypte wordt Thebe zwaar beschadigd door de inval van de Assyriërs.